# Haploniscus bicuspis
Haploniscus bicuspis är en kräftdjursart som först beskrevs av Georg Ossian Sars 1877.  Haploniscus bicuspis ingår i släktet Haploniscus och familjen Haploniscidae.

## Underarter
Arten delas in i följande underarter:
- H. b. tepidus
- H. b. bicuspis